# جمعة فرحات
جمعة فرحات أو فرحات (24 أبريل 1941 - 24 سبتمبر 2021) هو رسام كاريكاتير سياسي وهزلي مصري نشر تحت اسم جمعة، كما كان رئيس رئيس الجمعية المصرية للكاريكاتير.

## سيرة شخصية
ولد جمعة في 24 أبريل 1941 في القاهرة.
عمل في روز اليوسف وصباح الخير حتى يوليو 1999. كما رسم لمجلة الأطفال الإماراتية «ماجد» من عام 1972 حتى 1979. وقد نشرته معظم صحف المعارضة المصرية مثل الشعب والأحرار والأهلي والوفد والعربي. كما نشر في:
- الأهرام (الطبعة المحلية اليومية)
- الأهرام المسائي
- الاهرام ويكلي.
- الفجر

كان لديه وكيل في نيويورك (رسامي الكاريكاتير ونقابة الكاتب) «سي ودبليو» الذي ينشر عمله في أكثر من 120 صحيفة ومجلة أمريكية وفي حوالي 25 مجلة وصحيفة أوروبية وآسيوية. معظم الصحف الدولية مثل إنترناشيونال هيرالد تريبيون، وإنجليش تايمز، وإل لوفراسيون، وكندي جاريت، وغيرها، نشرت أعماله. بعض أعماله معروضة في المتحف الألماني في بون والمتحف الدولي للكاريكور في فلوريدا.
عُرض برنامجه الخاص على قناة النيل نيوز تحت عنوان «مع جمعة كل جمعة» والذي عرض رسوماً متحركة من جميع أنحاء العالم ورد فعله تجاه الأحداث الجارية سواء كانت دولية أو عربية أو وطنية.
أصبح عضو مجلس إدارة اتحاد الكاريكاتير المصري منذ عام 1984.

## المعارض
أقام معرضًا خاصًا به في دمشق في سوريا، عام 1998. كما عرضت أعماله في المعارض الأوروبية في بلغاريا ويوغوسلافيا وتشيكوسلوفاكيا. نُسب إلى معارض جماعية في دول عربية مثل تونس وليبيا واليمن ودبي. كما نُسب إلى معارض جماعية في جميع أنحاء مصر.

## الجوائز
- جائزة اتحاد الصحفيين في سنتي 1985 و1989
- جائزة مصطفى أمين وعلي أمين لأفضل رسام كاريكاتير مصري لعام 1999.